# ジェームズ・フォックス
ジェームズ・フォックス（James Fox、本名：William Fox、1939年5月19日 - ）は、イギリスの俳優。

## 略歴
ロンドン出身。父親は俳優エージェント、母親は女優で、兄のエドワードは俳優、弟のロバートはプロデューサー。
子役としていくつかの作品に出演、Central School of Speech and Dramaで演技を学び、1960年代に『長距離ランナーの孤独』や『裸足のイサドラ』などに出演して人気を博す。しかし、父の死の後、1970年から1979年まで俳優業を休業し、福音派のクリスチャンとして宣教活動に専念するようになる。
1980年に映画界に復帰。1973年に結婚した妻との間に4人の息子と一人の娘がいる。

## 主な出演作品
- 長距離ランナーの孤独 The Loneliness of the Long Distance Runner (1962)
- 召使 The Servant (1963)
- 素晴らしきヒコーキ野郎 Those Magnificent Men in Their Flying Machines or How I Flew from London to Paris in 25 hours 11 minutes (1965)
- キング・ラット King Rat (1965)
- 逃亡地帯 The Chase (1966)
- モダン・ミリー Thoroughly Modern Millie (1967)
- 太陽を盗め Duffy (1968)
- 裸足のイサドラ Isadora (1968)
- パフォーマンス Performance (1970)
- グレイストーク -類人猿の王者-　ターザンの伝説 Greystoke: The Legend of Tarzan, Lord of the Apes (1983)
- アンナ・パヴロワ Anna Pavlova (1983)
- インドへの道 A Passage to India (1984)
- ビギナーズ Absolute Beginners (1986)
- ハイシーズン High Season (1987)
- 戦場 Farewell to the King (1989)
- ロシア・ハウス The Russia House (1990)
- パトリオット・ゲーム Patriot Games (1992)
- 日の名残り The Remains of the Day (1993)
- アンナ・カレーニナ Anna Karenina (1997)
- 恋するための3つのルール Mickey Blue Eyes (1999)
- 金色の嘘 The Golden Bowl (2000)
- プリティ・ガール The Prince & Me (2004)
- 名探偵ポワロ 第9シリーズ第3話「ナイルに死す」 Agatha Christie's Poirot - Death on the Nile (2004)
- アガサ・クリスティー ミス・マープル 第１シーズン第１話「書斎の死体」Agatha Christie's Marple - The Body in the Library (2004)
- チャーリーとチョコレート工場 Charlie and the Chocolate Factory (2005)
- ミスター・ロンリー Mister Lonely (2007)
- シャーロック・ホームズ Sherlock Holmes (2009)
- ウォリスとエドワード 英国王冠をかけた恋 W.E. (2011)
- 魔術師 MERLIN Merlin 第5シーズン (2012)
- ダウントン・アビー Downton Abbey 第4シーズン (2013)
- 嗤う分身 The double (2013)

## 受賞歴

### 英国アカデミー賞
受賞
1963年 新人賞:『召使』
ノミネート
1986年 助演男優賞:『インドへの道』

### ゴールデングローブ賞
ノミネート
1966年 有望若手男優賞:『素晴らしきヒコーキ野郎』